# Tarquin et Lucrèce (Titien, Vienne)
Pour les articles homonymes, voir Tarquin et Lucrèce.
Ne doit pas être confondu avec Tarquin et Lucrèce (Titien, Cambridge).
 (octobre 2022).
Si vous disposez d'ouvrages ou d'articles de référence ou si vous connaissez des sites web de qualité traitant du thème abordé ici, merci de compléter l'article en donnant les références utiles à sa vérifiabilité et en les liant à la section « Notes et références ».
Tarquin et Lucrèce est une peinture à l'huile (82 × 68 cm), attribuée à Titien, datée de 1515 environ et conservée au Kunsthistorisches Museum de Vienne.

## Histoire et description
L'œuvre est peut-être celle mentionnée par Ridolfi en 1648 dans la galerie de Charles Ier d'Angleterre, où les peintures italiennes provenaient, en grande partie, de l'achat des collections de la famille de Gonzague de Mantoue. Par la suite, l'œuvre a rejoint les collections de l'archiduc Léopold Guillaume de Habsbourg.
L'attribution à Titien est traditionnelle, mais pas certaine : il pourrait également s'agir d'une œuvre de Palma le Vieux.
Cependant, on peut aisément la comparer à la série de portraits de femmes effectuée par Le Titien dans les années 1514-1515, dont font partie la Flore du musée des Offices, la Femme au miroir du musée du Louvre, la Violante et la Jeune femme en robe noire de Vienne, la Vanité de Munich, ou encore la Salomé de la Galerie Doria-Pamphilj.
Lucrèce, figure semi-légendaire de l'histoire romaine, est connue pour s'être suicidée afin de laver le déshonneur de son viol par le fils de Tarquin le Superbe. Son visage regarde vers le haut, vers l'illumination divine qui donne la force d'accomplir le sacrifice suprême, consécration d'un modèle de Vertu pour les femmes. Comme dans d'autres représentations sur le même thème, la scène n'est pas exempte de détails élégants et sensuels, comme l'épaule nue de la jeune femme d'où la chemise est tombée, découvrant presque un sein. Particulièrement rare est l'éclat de la couleur verte du drapé sur l'épaule droite, reflétant la qualité optimale des pigments disponibles sur la place vénitienne. 